# 385년

## 연호
- 동진(東晉) 태원(太元) 10년
- 전진(前秦) 건원(建元) 21년 / 태안(太安) 원년
- 후연(後燕) 연원(燕元) 2년
- 서연(西燕) 경시(更始) 원년
- 후진(後秦) 백작(白雀) 2년
- 서진(西秦) 건의(建義) 원년

## 기년
- 동진(東晉) 효무제(孝武帝) 13년
- 신라(新羅) 내물 마립간(奈勿麻立干) 30년
- 고구려(高句麗) 고국양왕(故國壤王) 2년
- 백제(百濟) 침류왕(枕流王) 2년 / 진사왕(辰斯王) 원년

## 사건
- 고구려가 후연을 공격함
- 백제,  침류왕 세상을 떠남.  그의 동생 진사가 왕의 자리에 오름.

## 사망
- 백제(百濟)의 15대 어라하(於羅瑕) 침류왕(枕流王)